# Бржиза, Петр
Петр Бржи́за (чеш. Petr Bříza; 9 декабря 1964, Прага, Чехословакия) — чешский политик, хоккейный функционер, член исполнительного комитета Чешской федерации хоккея, президент и генеральный менеджер клуба Чешской экстралиги «Спарта» Прага; в прошлом — профессиональный чехословацкий и чешский хоккеист, вратарь. В составе сборной Чехословакии двукратный участник Олимпийских игр, бронзовый призёр Олимпийских игр 1992 года в Альбервилле, участник Кубка Канады 1987 года, трёхкратный бронзовый призёр чемпионатов мира; в составе сборной Чехии участник Олимпийских игр 1994 года, двукратный участник розыгрыша Кубка мира, бронзовый призёр чемпионата мира; чемпион Чехословакии и трёхкратный чемпион Чехии в составе «Спарты».
25 сентября 2021 года был избран первым вице-президентом Международной федерации хоккея на льду.

## Игровая карьера

### Клубная карьера
Петр Бржиза родился в 1964 году в Праге. Профессиональную карьеру он начал ещё во время учёбы в школе в пражской «Славии», выступавшей в первой Чехословацкой лиге. В 1983 году Бржиза окончил с отличием школу и хотел продолжить карьеру в одном из пражских клубов, но в «Славии» он не видел перспектив, а в «Спарте» все места вратарей уже были заняты. По совету отца Петр отправился в Ческе-Будеёвице учиться на педагогическом факультете и играть за местный клуб «Мотор». В 1985 году Бржизу призвали в армию и следующие два года он провёл в клубе «Дукла» из Йиглавы. В составе «Дуклы» Бржиза дважды добирался до финала плей-офф Чехословацкой экстралиги, но оба раза клуб из Йиглавы уступил со счётом 2:3 в серии: в 1986 году «Кошице», а год спустя клубу «Тесла» из Пардубице. После окончания службы в армии Бржиза вернулся в Ческе-Будеёвице, где провёл ещё два года.
В 1989 году «Мотор» обменял Бржизу в «Спарту» на нападающего Томаша Елинека. Этот обмен стал первым в истории Чехословацкой экстралиги с участием двух хоккеистов национальной сборной. Начало карьеры в «Спарте» для Петра выдалось неудачным. В своём первом матче за пражский клуб, состоявшемся 13 сентября 1989 года против «Шкоды», Бржиза за 48 минут пропустил шесть шайб и был заменён. Дальше игра Бржизы также была неубедительна, но в декабре ему удалось вернуться на прежний уровень. «Спарта» сыграла 15 матчей без поражений и заняла четвёртое место в регулярном чемпионате. В плей-офф «Спарта» поочерёдно обыграла «Витковице», «Кладно» и бывший клуб Бржизы «Дуклу» и впервые за 36 лет стала чемпионом Чехословакии. Петр Бржиза был признан самым ценным игроком плей-офф.
В следующем сезоне Бржиза побил рекорд клуба по времени без пропущенных голов, установленный Иржи Голечеком. Бржиза не пропустил ни одной шайбы на протяжении 206 минут и 40 секунд. В ноябре в матче Кубка Европы против швейцарского «Давоса» Петр получил травму брюшных мышц, из-за которой был вынужден пропустить часть чемпионата. В отсутствие основного вратаря «Спарта» не смогла пройти в плей-офф, в 1991 году разыгрывавшемуся среди первых четырёх команд по итогам регулярного чемпионата.
В 1999 году Бржиза вернулся в «Спарту». В первом же сезоне с Петром Бржизой в воротах «Спарта» выиграла регулярный чемпионат, а в плей-офф обыграла всех соперников со счётом 3:0 в серии и впервые стала чемпионом Чехии. Сам Бржиза был признан лучшим вратарём чемпионата и самым ценным игроком плей-офф. Также он показал лучший процент отражённых бросков в плей-офф и лучший коэффициент надёжности как в регулярном чемпионате, так и в плей-офф.
В следующем сезоне «Спарта» дошла до финала плей-офф, в котором уступила клубу «Словнафт» из Всетина в четырёх матчах.
В сезоне 2001/02 «Спарта», как и двумя годами ранее, выиграла регулярный чемпионат. Плей-офф пражане провели уже не столь уверенно, но всё равно обыграли всех соперников и стали во второй раз за три года чемпионами Чехии. Бржиза был признан игроком года, показал лучший процент отражённых бросков в плей-офф и лучший коэффициент надёжности в регулярном чемпионате и плей-офф.
В следующие два года «Спарта» в полуфинале плей-офф уступала «Славии» и получала бронзовые медали чемпионата. По итогам плей-офф 2003 года Бржиза стал лучшим вратарём по проценту отражённых бросков и коэффициенту надёжности.
В сезоне 2004/05 Бржиза уже не был безоговорочным первым вратарём: часть сезона он был вынужден пропустить из-за травмы колена. Молодой вратарь «Спарты» Томаш Пёпперле провёл почти половину матчей в регулярном чемпионате, став новичком года и лучшим по проценту отражённых бросков и коэффициенту надёжности в экстралиге. Неопределённость со стартовым вратарём привела к поражению в четвертьфинале от «Витковице Стил» со счётом 1:4 в серии.
Несмотря на неудачный сезон, сорокалетний Бржиза принял решение отыграть ещё один год. В 2006 году он в третий раз стал чемпионом Чехии, в финале обыграв «Славию». Также Бржиза в очередной раз стал лучшим по проценту отражённых бросков и коэффициенту надёжности в плей-офф; был признан самым ценным игроком плей-офф, лучшим вратарём и игроком года.
21 апреля 2006 года Петр Бржиза объявил о завершении игровой карьеры.
После окончания игровой карьеры Бржиза продолжает выступать за различные ветеранские сборные. В августе 2008 года он выступал за сборную ветеранов Чехословакии на Кубке мэра Москвы. В 2012 году он выступал за сборную звёзд мира на праздновании 40-летия Суперсерии-72. В 2014 году в матче легенд, проходившего в рамках матча всех звёзд КХЛ, Бржиза играл за сборную легенд Чехии и Словакии.

### В сборной
В составе молодёжной сборной Чехословакии Бржиза участвовал в чемпионате мира 1984 года, с которой занял третье место.
В сборной Чехословакии Бржиза дебютировал 28 февраля 1986 года в матче против сборной ГДР, который Чехословакия выиграла со счётом 9:1. Петр был в составе сборной на Кубке Канады 1987 года и Олимпиаде 1988 года в Калгари, но не провёл ни одного матча. На Кубке Канады сборная ЧССР уступила в полуфинале сборной Канады, а на Олимпиаде заняла шестое место. С 1989 года Бржиза — постоянный участник чемпионатов мира, на которых за четыре года выиграл три бронзовые медали. После отъезда Доминика Гашека в 1990 году в Северную Америку Бржиза стал основным вратарём сборной ЧССР. На Олимпийских играх 1992 года в Альбервилле Бржиза провёл семь из восьми матчей. Сборная Чехословакии уступила в полуфинале канадцам, но в матче за третье место обыграла сборную США и выиграла бронзовые медали.
После распада Чехословакии 1 января 1993 года, Бржиза стал основным вратарём вновь образованной сборной Чехии. На чемпионате мира 1993 года чехи проиграли в полуфинале сборной Швеции, а в матче за третье место обыграли канадцев и выиграли свои первые медали. Петр Бржиза вошёл в символическую сборную и был признан лучшим вратарём турнира.
После крайне неудачного выступления на Кубке мира 1996 года сборной Чехии, а в особенности после разгромного поражения от сборной Германии со счётом 1:7, критике подверглись лидеры сборной: Петр Бржиза, Роман Турек, Петр Недвед, Бобби Холик, Драгомир Кадлец, Радек Бонк и Станислав Нецкарж. Турек, Холик, Бонк и Нецкарж в сборной больше не играли, а сам Бржиза вернулся в национальную команду только в 2002 году для участия в Еврококкейтуре. Также он был в заявке сборной Чехии на Кубке мира 2004 года, но не провёл ни одного матча.
За сборные Чехословакии и Чехии Бржиза провёл 114 матчей.

## Карьера менеджера
25 апреля 2006 года собрание акционеров «Спарты» приняло решение назначить Петра Бржизу на пост генерального менеджера клуба. 13 мая 2008 года Бржиза отказался от участия в выборах на пост президента Чешской федерации хоккея, сославшись на занятость на посту генерального менеджера в клубе.
В 2010 году Петр Бржиза стал президентом пражской «Спарты».
10 апреля 2013 года Бржиза принял участие в открытии памятника Яну Мареку на Типспорт Арене.

## Политическая карьера
В 2010 году Петр Бржиза был выбран в совет депутатов Праги как беспартийный от Гражданской демократической партии. В 2014 году он был переизбран, но уже от партии ТОП 09.

## Вне хоккея
Петр Бржиза является выпускником факультета физической культуры и спорта Карлова университета в Праге. Помимо хоккея увлекается игрой в гольф и ездой на велосипеде. Разведён, имеет двоих детей.

## Статистика

### Международные соревнования
По данным: Hokej.cz, Quanthockey.com, hockeygoalies.org и Eliteprospects.com

## Достижения

### Командные
Чехословацкая экстралига
| Год  | Команда | Достижение           |
| ---- | ------- | -------------------- |
| 1990 | Спарта  | Чемпион Чехословакии |

Чешская экстралига
| Год              | Команда | Достижение        |
| ---------------- | ------- | ----------------- |
| 2000, 2002, 2006 | Спарта  | Чемпион Чехии (3) |

Международные
| Год              | Команда              | Достижение                                   |
| ---------------- | -------------------- | -------------------------------------------- |
| 1984             | Чехословакия (до 20) | Бронзовый призёр молодёжного чемпионата мира |
| 1989, 1990, 1992 | Чехословакия         | Бронзовый призёр чемпионата мира (3)         |
| 1992             | Чехословакия         | Бронзовый призёр Олимпийских игр             |
| 1993             | Чехия                | Бронзовый призёр чемпионата мира             |
| 2004             | Чехия                | Бронзовый призёр Кубка мира                  |

### Личные
Чехословацкая экстралига
| Год  | Команда | Достижение                     |
| ---- | ------- | ------------------------------ |
| 1990 | Спарта  | Самый ценный игрок плей-офф    |
| 1991 | Спарта  | Попадание в сборную всех звёзд |

СМ-Лига
| Год        | Команда | Достижение                            |
| ---------- | ------- | ------------------------------------- |
| 1992, 1993 | Лукко   | Попадание в сборную всех звёзд (2)    |
| 1992, 1993 | Лукко   | Лучший процент отражённых бросков (2) |
| 1992       | Лукко   | Лучший коэффициент надёжности         |
| 1992       | Лукко   | Приз Урпо Юлёнена — лучшему вратарю   |

Чешская экстралига
| Год                    | Команда | Достижение                                       |
| ---------------------- | ------- | ------------------------------------------------ |
| 2000, 2006             | Спарта  | Лучший вратарь (2)                               |
| 2000, 2006             | Спарта  | Самый ценный игрок плей-офф (2)                  |
| 2000, 2002             | Спарта  | Лучший коэффициент надёжности                    |
| 2000, 2003, 2006       | Спарта  | Лучший процент отражённых бросков в плей-офф (3) |
| 2000, 2002, 2003, 2006 | Спарта  | Лучший коэффициент надёжности в плей-офф (4)     |
| 2001                   | Спарта  | Самый ценный игрок по версии журнала «Хоккей»    |
| 2002, 2006             | Спарта  | Игрок года                                       |
| 2002                   | Спарта  | Лучший процент отражённых бросков                |

Международные
| Год  | Команда      | Достижение                                                      |
| ---- | ------------ | --------------------------------------------------------------- |
| 1992 | Чехословакия | Попадание во вторую сборную всех звёзд чемпионата мира          |
| 1993 | Чехия        | Попадание в сборную всех звёзд чемпионата мира                  |
| 1993 | Чехия        | Лучший вратарь чемпионата мира                                  |
| 2000 | Спарта       | Попадание в сборную звёзд финальной четвёрки хоккейной Евролиги |

- Список достижений приведён по данным сайта Eliteprospects.com.